# Journeyman World Tour
Die Journeyman World Tour war eine zweieinhalbjährige Konzerttournee des britischen Rockmusikers Eric Clapton, die am 6. Juli 1989 in der Statenhal von Den Haag begann und am 9. März 1991 in der Londoner Royal Albert Hall endete. Die Welttournee umfasste 165 Konzerte, die mit Programm aus dem Studioalbum Journeyman und Klassikern des Clapton-Repertoires gefüllt wurden.
Bei den Konzerten traten verschiedene Bands und Solokünstler als Gastmusiker auf. Einige der Auftritte in Europa und Südamerika wurden für mögliche Veröffentlichungen (Heimvideo und Fernsehen) aufgenommen. So erschienen beispielsweise die besten Mitschnitte aus 42 Konzerten in der Royal Albert Hall am 8. Oktober 1991 auf dem Livealbum und dem Video 24 Nights unter Reprise Records.

## Bühnenkostüme und Showeffekte

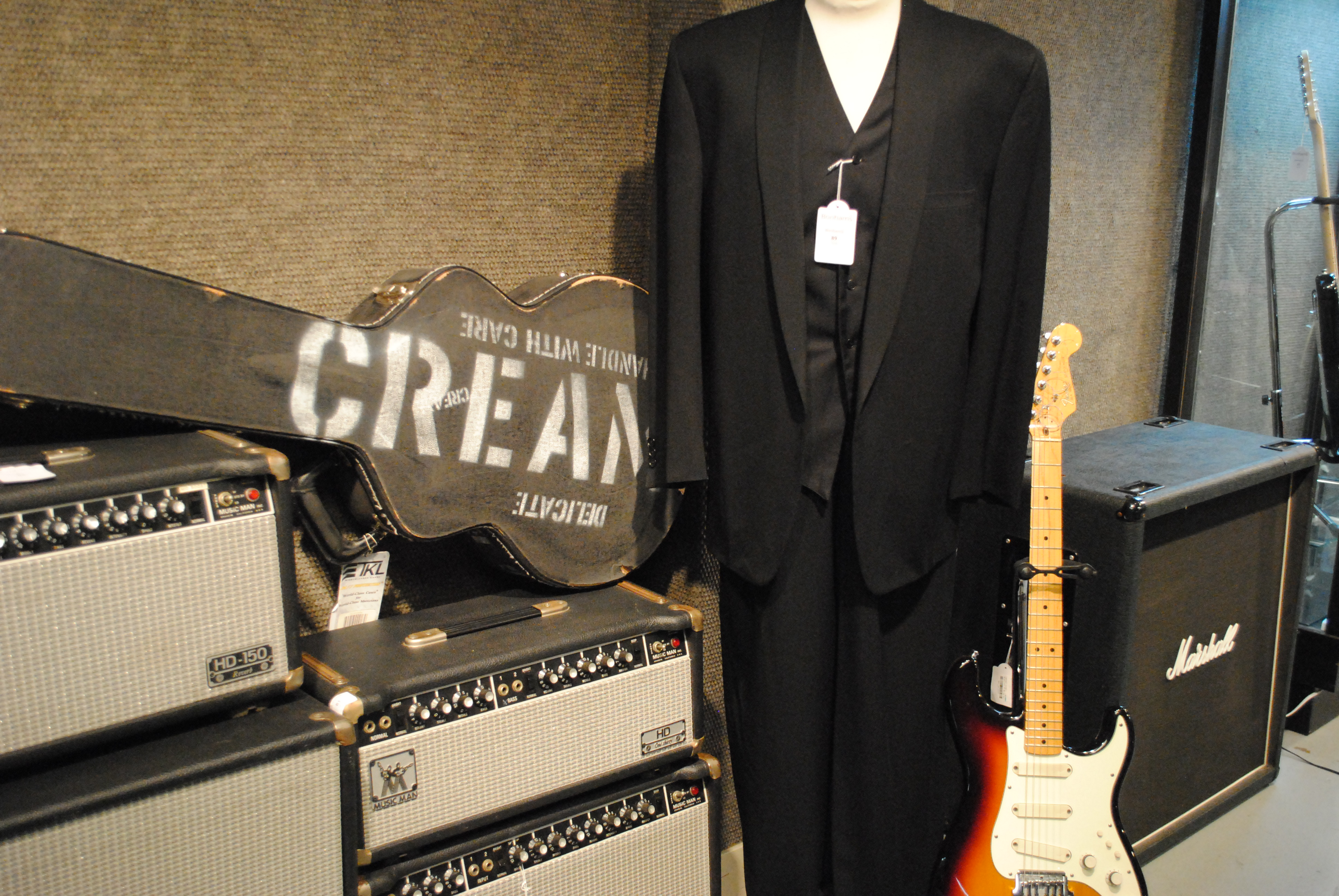
Gianni-Versace-Anzug von 1990

Speziell für die Journeyman World Tour wurde Clapton und seine Bandmitglieder mit Kostümen, Schuhen und Accessoires von Claptons italienischen Lieblingsdesignern Gianni Versace und Donatella Versace sowie Giorgio Armani ausgestattet. Obwohl Clapton die Welttournee laut dem englischen Auktionshaus Christie’s mit mehr als zwanzig verschiedenen Anzügen (jeweils zehn Stück Armani und Versace) bestritt, trug Clapton meistens nur vier davon während der Tournee. So spielte Clapton meist in einem schlichten schwarzen oder einem weißen Baumwoll- oder Leinenanzug, ebenso trat er häufiger in einem violetten und schwarz-beige gestreiftem Outfit auf. Für einzelne Auftritte während der Tournee trug Clapton auch maßgeschneiderte Hemden oder Freizeitkleidung ohne ein Jackett.
Während der Journeyman World Tour kamen Licht-, Nebel- und Pyroeffekte zum ersten Mal bei einer Clapton-Tournee gleichzeitig zum Einsatz. Die Bühne wurde während der meisten Konzerte der Tournee für das Stehpublikum hoch angesetzt und von Stahlträgern mit Scheinwerfergruppen überdacht, was besonders bei den Liedern White Room und Bad Love auf der Aufnahme von 24 Nights zu erkennen ist.

## Musiker und Crew
- Eric Clapton – Gitarre, Gesang
- Jimmie Vaughan – Gitarre (Gast)
- Stevie Ray Vaughan† 27. Aug. 1990 – Gitarre (Gast)
- Robert Cray – Gitarre (Gast)
- Buddy Guy – Gitarre (Gast)
- Jeff Healey – Gitarre (Gast)[13]
- Phil Palmer – Rhythmusgitarre
- Nathan East – Bassgitarre, Hintergrundgesang
- Richard Cousins – Bassgitarre (Blues-Band)[14]
- Joey Spampinato – Bassgitarre (Blues-Band)[14]
- Johnnie Johnson – Piano (Blues-Band)[14]
- Jerry Portnoy – Harmonikainstrument (Blues-Band)[14]
- Alan Clark – Keyboard
- Chuck Leavell – Keyboard
- Phil Collins – Schlagzeug, Hintergrundgesang
- Steve Ferrone – Schlagzeug
- Jamie Oldaker – Schlagzeug (Blues-Band)[14]
- Ray Cooper – Percussion
- Katie Kissoon – Hintergrundgesang
- Tessa Niles – Hintergrundgesang
- Michael Kamen – Dirigent (Orchester-Segmente)[15]
- Ronnie Cuber – Saxophon (Horn-Sektion)[16]
- Randy Brecker – Trompete (Horn-Sektion)[16]
- Alan Rubin – Trompete (Horn-Sektion)[16]
- National Philharmonic Orchestra (Orchester-Segmente)[15]
- London Symphony Orchestra (Orchester-Segmente)[15]
- Bobby Brooks† 27. Aug. 1990 – Claptons Agent
- Nigel Browne† 27. Aug. 1990 – Bodyguard
- Colin Smythe† 27. Aug. 1990 – Tourmanager
- Peter Jackson – Tourmanager
- Roger Forrester – Manager

## Tourneegeschehen

### 1989: Tourneebeginn und Gastauftritte
Zu Beginn der Tour spielte Clapton vier Konzerte in Europa. Mitte Juni setzte der Brite seine Tournee in Israel fort. Dort spielte der Brite erneut vier ausverkaufte Konzerte in drei verschiedenen Orten des Landes. Ab dem 20. Juli 1989 reiste Clapton und seine Band zehn Tage nach Afrika, um in Ägypten, Swasiland, Simbabwe, Botswana und Mosambik aufzutreten. Highlights der Clapton-Konzerte war ein Konzert in Kairo vor über 95.000 Zuschauern, zwei ausverkaufte Konzerte im swasiländischen Lobamba vor über 70.000 Besuchern sowie ein Auftritt vor 60.000 Menschen in Maputo.
Am 28. September 1989 trat Clapton gemeinsam mit Zucchero in Rom während Zuccheros Tournee auf. Es war der erste von sechs Auftritten, die Clapton als Gastmusiker mit anderen Künstlern während der Journeyman World Tour verbrachte. Am 7. Oktober 1989 trat Clapton gemeinsam mit Elton John während seiner Tour im New Yorker Madison Square Garden auf. Am 10. und 19. Oktober 1989 spielte Clapton mit den Rolling Stones während ihrer Tournee in Los Angeles und trat am 25. Oktober mit David Sanborn und Robert Cray in der Sendung Night Music auf.
Ende Oktober flog Clapton erneut nach Europa zurück und war am 28. Oktober 1989 zusammen mit Pete Townshend als Gast in der britischen Talk-Show Saturday Matters with Sue Lawley. Die beiden Rockmusiker spielten während des Interviews eine akustische Version des Titels Standing Around Crying. Am 18. November trat Clapton erstmals mit einem Orchester in der Royal Albert Hall für ein Benefizkonzert mit dem London Symphony Orchestra auf. Am 26. November trat Clapton als Gast mit Tina Turner im Reform Club auf.

### 1990: Höchststand der Tournee
Clapton begann den zweiten Abschnitt seiner Tournee mit drei ausverkauften Konzerten im National Exhibition Centre von Birmingham. Es folgen 18 weitere ausverkaufte Auftritte in der Royal Albert Hall in London. Mit den aufeinanderfolgenden Konzerten in London stelle Clapton einen Rekord auf für die meisten ausverkauften Konzerte eines internationalen Künstlers hintereinander in der gleichen Arena. Von Mitte Februar bis Anfang März führte die Tournee Clapton durch Weite Teile Europas; so trat der Brite in Finnland, Schweden, Norwegen, Dänemark, Deutschland, den Niederlanden, Italien und Frankreich vor wieder ausverkauften Hallen und Arenen auf. Länder des damals noch andauernden Ost-West-Konfliktes bereiste Clapton jedoch im Vergleich zu vergangenen Jahren nicht.
Nachdem Clapton sein Europa-Leg von 1990 beendete, tourte er von Mai hintereinander durch die Vereinigten Staaten von Amerika. Während der Brite durch die Vereinigten Staaten reiste, verlor er seinen Führerschein und wurde in New York City von einem Chauffeur gefahren. Ab dem 6. Mai bis 20. Juli nahmen sich Clapton und seine Band eine Ruhepause und setzten die Tournee mit drei Nächten in der Miami Arena fort. Bis zu ihrer Pause spielte die Gruppe insgesamt 28 Konzerte in den Vereinigten Staaten und ließen 31 weitere Konzerte bis zum 2. September des Jahres folgen. Auch diese Konzerte waren komplett ausverkauft und brachten Clapton Millionen von US-Dollar Einnahmen. Bis zum 28. September unterbrach Clapton die Tournee.
Von Ende September bis Ende Oktober reiste Clapton durch Südamerika um die Länder Chile, Uruguay, Argentinien und Brasilien zum ersten Mal mit seiner Band zu bereisen. Clapton kehrte auch nur während der Reptile- (2001) und Clapton World Tour (2010–2011) wieder nach Südamerika zurück. Während dieses Legs spielte Clapton ausschließlich große Arenen, Plätze und Fußballstadien, die ebenfalls restlos ausverkauft waren; so machten die Konzerte im Estadio Nacional (70.000 Besucher), im Estadio Centenario (80.000 Besucher), im Estadio River Plate (60.000 Besucher), auf dem Praça da Apoteose (40.000 Besucher) sowie drei Nächte im Estádio do Morumbi (240.000 Besucher) den Tourneeabschnitt zu Claptons jemals erfolgreichstem in Südamerika.
Als Clapton von seinem großen Erfolg in Südamerika nach Ozeanien Anfang November reiste, begann er den Leg mit zwei Nächten im ausverkauften Supertop Stadion in Neuseeland, in dem er vor 100.000 Zuschauern auftrat. Sieben weitere ausverkaufte Konzerte in Australien folgten. Clapton beendete den Abschnitt der Tournee in Asien mit wieder ausverkauften Auftritten in Singapur, Malaysia und Hongkong. Diese Staaten bereiste Clapton vorher ebenfalls nur selten oder gar nicht und kam im Laufe seiner Karriere nur selten wieder erneut zu Konzerten in die Länder. Mit sieben Auftritten in Japan endete die Konzerte der 1990er Journeyman World Tour am 13. Dezember in der Yokohama Arena.

#### Unfalltod von Stevie Ray Vaughan
Mit der Absicht, im Alpine Valley Music Theatre in East Troy, Wisconsin mit zwei Konzerten vor je 40.000 Besuchern zu begeistern, lud Clapton persönlich die Musiker Buddy Guy, Robert Cray, Jimmie Vaughan und Stevie Ray Vaughan ein, am 26. August 1990 (2. Nacht) mit ihm und seiner Band aufzutreten. Vaughan trat außerdem als Vorgruppe für Clapton am 26. August auf. Nachdem Clapton sein Repertoire aufführte, spielten die Gastmusiker hauptsächlich Blues-Stücke mit langen, ausgiebigen Gitarrensoli, die die Zuschauer begeisterten.
Die Gastmusiker waren für die Konzerte z. T. mit Helikoptern aus Chicago eingeflogen worden. Für den Rückflug bekam Steve Ray Vaughan den letzten freien Platz in einem der Helikopter, der dann gleich nach dem Start um 0:35 Uhr verunglückte. Neben Stevie Ray Vaughan starben dabei der Pilot Jeff Brown sowie Claptons Agent Bobby Brooks, Bodyguard Nigel Browne und Tourmanager Colin Smythe.
Zu dem Vorfall äußerte sich Clapton 2007 in seiner Autobiografie wie folgt: „[…] Nach der Show umarmten wir uns alle zum Abschied und eilten zu den Hubschraubern, die schon auf uns warteten. Es waren Helikopter mit großen Plexiglaskuppeln, und kaum waren wir drin, fiel mir auf, dass der Pilot die beschlagene Frontscheibe mit einem T-Shirt abwischte. Draußen hing etwa drei Meter über dem Boden eine dicke Nebelschicht. […] Gegen sieben Uhr morgens rief mich Roger [Forrester] an und sagte, Stevie Rays Helikopter sei nicht angekommen. Ich ging zu seinem Zimmer, wo wir schließlich erfuhren, dass der Hubschrauber nach dem Start in die falsche Richtung geraten [sei und es keine Überlebenden gibt]. […] Wir standen alle unter Schock [und] beschlossen die Tournee [aus] Respekt weiterzuführen […]“.
Alle Angehörigen der Verstorbenen erhielten Entschädigungszahlungen in Höhe von über zwei Millionen US-Dollar. Stevie Rays Bruder, Jimmie Vaughan, verfasste das Lied Six Strings Down als Eloge zum Tod seines Bruders, während Bonnie Raitt dem Verstorbenen ein komplettes Album – Luck of the Draw – widmete. Auch Stevie Wonder ehrte Vaughan mit dem Titel Stevie Ray Blues aus dem Album Natural Wonder.

### 1991: Tourneeende
Nachdem Clapton 1990 weltweit aufgetreten war, beendete er die Journeyman World Tour mit 26 Konzerten in Europa. Am 31. Januar und 2. Februar 1991 trat Clapton mit seiner Band vor 20.000 Leuten im Point Theatre in Irland auf. Während dieser Konzerte spielte Phil Collins am Schlagzeug. Zum Schluss trat Clapton 24 Abende hintereinander in der Londoner Royal Albert Hall auf und brach den Rekord für die meisten Konzerte an einem Veranstaltungsort, den er 1990 mit 18 aufeinanderfolgenden Konzerten aufstellte. Clapton trat wieder mit verschiedenen Besetzungen und Setlisten auf. Wie auch schon zu Beginn der Tournee 1990, waren alle Konzerte in der Royal Albert Hall und in Irland ausverkauft. Die Tournee endete am 9. März 1991.

## Konzerttermine
| Datum              | Stadt            | Land                       | Veranstaltungsort                          |        |
| Europa             | Europa           | Europa                     | Europa                                     | Europa |
| ------------------ | ---------------- | -------------------------- | ------------------------------------------ | ------ |
| 6. Juli 1989       | Den Haag         | Niederlande                | Statenhal                                  |        |
| 7. Juli 1989       | Den Haag         | Niederlande                | Statenhal                                  |        |
| 9. Juli 1989       | Zürich           | Schweiz                    | Hallenstadion                              |        |
| 10. Juli 1989      | Zürich           | Schweiz                    | Hallenstadion                              |        |
| Asien              |                  |                            |                                            |        |
| 13. Juli 1989      | Jerusalem        | Israel                     | Merrill Hassenfeld Amphitheater            |        |
| 14. Juli 1989      | Zemach           | Israel                     | Zemach Amphitheatre                        |        |
| 15. Juli 1989      | Caesarea         | Israel                     | Caesarea Amphitheatre                      |        |
| 17. Juli 1989      | Caesarea         | Israel                     | Caesarea Amphitheatre                      |        |
| Afrika             |                  |                            |                                            |        |
| 20. Juli 1989      | Kairo            | Agypten                    | Stad El Qahira El Dawly                    |        |
| 22. Juli 1989      | Lobamba          | Eswatini                   | Somhlolo National Stadium                  |        |
| 23. Juli 1989      | Lobamba          | Eswatini                   | Somhlolo National Stadium                  |        |
| 25. Juli 1989      | Harare           | Simbabwe                   | International Conference Center            |        |
| 26. Juli 1989      | Harare           | Simbabwe                   | International Conference Center            |        |
| 28. Juli 1989      | Gaborone         | Botswana                   | Boipuso Hall                               |        |
| 30. Juli 1989      | Maputo           | Mosambik                   | Estádio da Machava                         |        |
| Europa             |                  |                            |                                            |        |
| 14. Januar 1990    | Birmingham       | Vereinigtes Konigreich     | National Exhibition Centre                 |        |
| 15. Januar 1990    | Birmingham       | Vereinigtes Konigreich     | National Exhibition Centre                 |        |
| 16. Januar 1990    | Birmingham       | Vereinigtes Konigreich     | National Exhibition Centre                 |        |
| 18. Januar 1990    | London           | Vereinigtes Konigreich     | Royal Albert Hall                          |        |
| 19. Januar 1990    | London           | Vereinigtes Konigreich     | Royal Albert Hall                          |        |
| 20. Januar 1990    | London           | Vereinigtes Konigreich     | Royal Albert Hall                          |        |
| 22. Januar 1990    | London           | Vereinigtes Konigreich     | Royal Albert Hall                          |        |
| 23. Januar 1990    | London           | Vereinigtes Konigreich     | Royal Albert Hall                          |        |
| 24. Januar 1990    | London           | Vereinigtes Konigreich     | Royal Albert Hall                          |        |
| 26. Januar 1990    | London           | Vereinigtes Konigreich     | Royal Albert Hall                          |        |
| 27. Januar 1990    | London           | Vereinigtes Konigreich     | Royal Albert Hall                          |        |
| 28. Januar 1990    | London           | Vereinigtes Konigreich     | Royal Albert Hall                          |        |
| 30. Januar 1990    | London           | Vereinigtes Konigreich     | Royal Albert Hall                          |        |
| 31. Januar 1990    | London           | Vereinigtes Konigreich     | Royal Albert Hall                          |        |
| 1. Februar 1990    | London           | Vereinigtes Konigreich     | Royal Albert Hall                          |        |
| 3. Februar 1990    | London           | Vereinigtes Konigreich     | Royal Albert Hall                          |        |
| 4. Februar 1990    | London           | Vereinigtes Konigreich     | Royal Albert Hall                          |        |
| 5. Februar 1990    | London           | Vereinigtes Konigreich     | Royal Albert Hall                          |        |
| 8. Februar 1990    | London           | Vereinigtes Konigreich     | Royal Albert Hall                          |        |
| 9. Februar 1990    | London           | Vereinigtes Konigreich     | Royal Albert Hall                          |        |
| 10. Februar 1990   | London           | Vereinigtes Konigreich     | Royal Albert Hall                          |        |
| 14. Februar 1990   | Helsinki         | Finnland                   | Icehall                                    |        |
| 16. Februar 1990   | Stockholm        | Schweden                   | Globen                                     |        |
| 17. Februar 1990   | Oslo             | Norwegen                   | Skedsmohallen                              |        |
| 19. Februar 1990   | Kopenhagen       | Danemark                   | K.B. Hallen                                |        |
| 20. Februar 1990   | Hamburg          | Deutschland Bundesrepublik | Sporthalle                                 |        |
| 22. Februar 1990   | Brüssel          | Belgien                    | Forest National                            |        |
| 23. Februar 1990   | Essen            | Deutschland Bundesrepublik | Grugahalle                                 |        |
| 24. Februar 1990   | Den Haag         | Niederlande                | Statenhal                                  |        |
| 26. Februar 1990   | Mailand          | Italien                    | Palatrussardi                              |        |
| 27. Februar 1990   | Mailand          | Italien                    | Palatrussardi                              |        |
| 1. März 1990       | München          | Deutschland Bundesrepublik | Olympiahalle                               |        |
| 3. März 1990       | Paris            | Frankreich                 | Le Zénith                                  |        |
| 4. März 1990       | Paris            | Frankreich                 | Le Zénith                                  |        |
| 5. März 1990       | Frankfurt        | Deutschland Bundesrepublik | Festhalle                                  |        |
| Nordamerika        |                  |                            |                                            |        |
| 28. März 1990      | Atlanta          | Vereinigte Staaten         | Omni Coliseum                              |        |
| 30. März 1990      | Charlotte        | Vereinigte Staaten         | Charlotte Coliseum                         |        |
| 31. März 1990      | Chapel Hill      | Vereinigte Staaten         | Dean E. Smith Center                       |        |
| 2. April 1990      | New York         | Vereinigte Staaten         | Madison Square Garden                      |        |
| 3. April 1990      | East Rutherford  | Vereinigte Staaten         | Meadowlands Arena                          |        |
| 4. April 1990      | Philadelphia     | Vereinigte Staaten         | The Spectrum                               |        |
| 6. April 1990      | Hempstead        | Vereinigte Staaten         | Nassau Veterans Memorial Coliseum          |        |
| 7. April 1990      | Syracuse         | Vereinigte Staaten         | Carrier Dome                               |        |
| 9. April 1990      | Worcester        | Vereinigte Staaten         | Centrum                                    |        |
| 10. April 1990     | Worcester        | Vereinigte Staaten         | Centrum                                    |        |
| 12. April 1990     | Hartford         | Vereinigte Staaten         | Civic Center                               |        |
| 13. April 1990     | Hartford         | Vereinigte Staaten         | Civic Center                               |        |
| 15. April 1990     | Auburn Hills     | Vereinigte Staaten         | Palace of Auburn Hills                     |        |
| 16. April 1990     | Cincinnati       | Vereinigte Staaten         | Riverfront Coliseum                        |        |
| 17. April 1990     | Cleveland        | Vereinigte Staaten         | Richfield Coliseum                         |        |
| 19. April 1990     | Indianapolis     | Vereinigte Staaten         | Market Square Arena                        |        |
| 20. April 1990     | Ames             | Vereinigte Staaten         | Hilton Coliseum                            |        |
| 21. April 1990     | St. Louis        | Vereinigte Staaten         | St. Louis Arena                            |        |
| 23. April 1990     | New Orleans      | Vereinigte Staaten         | Lakefront Arena                            |        |
| 24. April 1990     | Houston          | Vereinigte Staaten         | The Summit                                 |        |
| 25. April 1990     | Dallas           | Vereinigte Staaten         | Reunion Arena                              |        |
| 27. April 1990     | Denver           | Vereinigte Staaten         | McNichols Sports Arena                     |        |
| 29. April 1990     | Albuquerque      | Vereinigte Staaten         | Tingley Coliseum                           |        |
| 30. April 1990     | Tempe            | Vereinigte Staaten         | Arizona State University Pavilion          |        |
| 1. Mai 1990        | Los Angeles      | Vereinigte Staaten         | The Forum                                  |        |
| 3. Mai 1990        | San Diego        | Vereinigte Staaten         | Sports Arena                               |        |
| 4. Mai 1990        | Costa Mesa       | Vereinigte Staaten         | Pacific Amphitheatre                       |        |
| 5. Mai 1990        | Mountain View    | Vereinigte Staaten         | Shoreline Amphitheatre                     |        |
| 21. Juli 1990      | Miami            | Vereinigte Staaten         | Miami Arena                                |        |
| 22. Juli 1990      | Miami            | Vereinigte Staaten         | Miami Arena                                |        |
| 23. Juli 1990      | Miami            | Vereinigte Staaten         | Miami Arena                                |        |
| 25. Juli 1990      | Orlando          | Vereinigte Staaten         | Orlando Arena                              |        |
| 27. Juli 1990      | Saint Petersburg | Vereinigte Staaten         | Suncoast Dome                              |        |
| 28. Juli 1990      | Atlanta          | Vereinigte Staaten         | Lakewood Amphitheatre                      |        |
| 30. Juli 1990      | Nashville        | Vereinigte Staaten         | Starwood Amphitheatre                      |        |
| 31. Juli 1990      | Memphis          | Vereinigte Staaten         | Mid-South Coliseum                         |        |
| 2. August 1990     | Greensboro       | Vereinigte Staaten         | Greensboro Coliseum                        |        |
| 3. August 1990     | Landover         | Vereinigte Staaten         | Capital Centre                             |        |
| 4. August 1990     | Landover         | Vereinigte Staaten         | Capital Centre                             |        |
| 6. August 1990     | East Rutherford  | Vereinigte Staaten         | Meadowlands Arena                          |        |
| 7. August 1990     | East Rutherford  | Vereinigte Staaten         | Meadowlands Arena                          |        |
| 9. August 1990     | Mansfield        | Vereinigte Staaten         | Great Woods Center for the Performing Arts |        |
| 10. August 1990    | Mansfield        | Vereinigte Staaten         | Great Woods Center for the Performing Arts |        |
| 11. August 1990    | Mansfield        | Vereinigte Staaten         | Great Woods Center for the Performing Arts |        |
| 13. August 1990    | Saratoga Springs | Vereinigte Staaten         | Performing Arts Center                     |        |
| 14. August 1990    | Philadelphia     | Vereinigte Staaten         | The Spectrum                               |        |
| 15. August 1990    | Philadelphia     | Vereinigte Staaten         | The Spectrum                               |        |
| 17. August 1990    | Uniondale        | Vereinigte Staaten         | Nassau Veterans Memorial Coliseum          |        |
| 18. August 1990    | Uniondale        | Vereinigte Staaten         | Nassau Veterans Memorial Coliseum          |        |
| 21. August 1990    | Cleveland        | Vereinigte Staaten         | Blossom Music Center                       |        |
| 22. August 1990    | Detroit          | Vereinigte Staaten         | Pine Knob Pavilion                         |        |
| 23. August 1990    | Cincinnati       | Vereinigte Staaten         | Riverbend Music Center                     |        |
| 25. August 1990    | East Troy        | Vereinigte Staaten         | Alpine Valley Music Theatre                |        |
| 26. August 1990    | East Troy        | Vereinigte Staaten         | Alpine Valley Music Theatre                |        |
| 28. August 1990    | Bonner Springs   | Vereinigte Staaten         | Sandstone Amphitheater                     |        |
| 29. August 1990    | St. Louis        | Vereinigte Staaten         | St. Louis Arena                            |        |
| 31. August 1990    | Knoxvill         | Vereinigte Staaten         | Thompson–Boling Arena                      |        |
| 1. September 1990  | Birmingham       | Vereinigte Staaten         | Oak Mountain Amphitheatre                  |        |
| 2. September 1990  | Biloxi           | Vereinigte Staaten         | Coast Coliseum                             |        |
| Südamerika         |                  |                            |                                            |        |
| 29. September 1990 | Santiago         | Chile                      | Estadio Nacional                           |        |
| 3. Oktober 1990    | Montevideo       | Uruguay                    | Estadio Centenario                         |        |
| 5. Oktober 1990    | Buenos Aires     | Argentinien                | Estadio River Plate                        |        |
| 7. Oktober 1990    | Rio de Janeiro   | Brasilien 1968             | Praça da Apoteose                          |        |
| 9. Oktober 1990    | Brasília         | Brasilien 1968             | Ginásio Nilson Nelson                      |        |
| 11. Oktober 1990   | Belo Horizonte   | Brasilien 1968             | Ginásio Mineirinho                         |        |
| 13. Oktober 1990   | Florianópolis    | Brasilien 1968             | Estádio Orlando Scarpelli                  |        |
| 16. Oktober 1990   | Porto Alegre     | Brasilien 1968             | Ginásio Gigantinho                         |        |
| 19. Oktober 1990   | São Paulo        | Brasilien 1968             | Estádio do Morumbi                         |        |
| 20. Oktober 1990   | São Paulo        | Brasilien 1968             | Estádio do Morumbi                         |        |
| 21. Oktober 1990   | São Paulo        | Brasilien 1968             | Estádio do Morumbi                         |        |
| Ozeanien           |                  |                            |                                            |        |
| 7. November 1990   | Auckland         | Neuseeland                 | Supertop                                   |        |
| 8. November 1990   | Auckland         | Neuseeland                 | Supertop                                   |        |
| 10. November 1990  | Canberra         | Australien                 | Royal Theatre                              |        |
| 12. November 1990  | Adelaide         | Australien                 | Festival Theatre                           |        |
| 13. November 1990  | Adelaide         | Australien                 | Festival Theatre                           |        |
| 15. November 1990  | Melbourne        | Australien                 | National Tennis Centre                     |        |
| 16. November 1990  | Sydney           | Australien                 | Entertainment Centre                       |        |
| 17. November 1990  | Sydney           | Australien                 | Entertainment Centre                       |        |
| 19. November 1990  | Brisbane         | Australien                 | Entertainment Centre                       |        |
| Asien              |                  |                            |                                            |        |
| 24. November 1990  | Singapur         | Singapur                   | Indoor Stadium                             |        |
| 26. November 1990  | Kuala Lumpur     | Malaysia                   | Negara Stadium                             |        |
| 29. November 1990  | Hongkong         | Hongkong 1959              | Hong Kong Coliseum                         |        |
| 4. Dezember 1990   | Tokio            | Japan                      | Nippon Budōkan                             |        |
| 5. Dezember 1990   | Tokio            | Japan                      | Nippon Budōkan                             |        |
| 6. Dezember 1990   | Tokio            | Japan                      | Nippon Budōkan                             |        |
| 9. Dezember 1990   | Tokio            | Japan                      | Yoyogi Olympic Pool                        |        |
| 10. Dezember 1990  | Nagoya           | Japan                      | Rainbow Hall                               |        |
| 11. Dezember 1990  | Osaka            | Japan                      | Osaka-jō Hall                              |        |
| 13. Dezember 1990  | Yokohama         | Japan                      | Yokohama Arena                             |        |
| Europa             |                  |                            |                                            |        |
| 31. Januar 1991    | Dublin           | Irland                     | The Point                                  |        |
| 2. Februar 1991    | Dublin           | Irland                     | The Point                                  |        |
| 5. Februar 1991    | London           | Vereinigtes Konigreich     | Royal Albert Hall                          |        |
| 6. Februar 1991    | London           | Vereinigtes Konigreich     | Royal Albert Hall                          |        |
| 7. Februar 1991    | London           | Vereinigtes Konigreich     | Royal Albert Hall                          |        |
| 9. Februar 1991    | London           | Vereinigtes Konigreich     | Royal Albert Hall                          |        |
| 10. Februar 1991   | London           | Vereinigtes Konigreich     | Royal Albert Hall                          |        |
| 11. Februar 1991   | London           | Vereinigtes Konigreich     | Royal Albert Hall                          |        |
| 13. Februar 1991   | London           | Vereinigtes Konigreich     | Royal Albert Hall                          |        |
| 14. Februar 1991   | London           | Vereinigtes Konigreich     | Royal Albert Hall                          |        |
| 15. Februar 1991   | London           | Vereinigtes Konigreich     | Royal Albert Hall                          |        |
| 17. Februar 1991   | London           | Vereinigtes Konigreich     | Royal Albert Hall                          |        |
| 18. Februar 1991   | London           | Vereinigtes Konigreich     | Royal Albert Hall                          |        |
| 19. Februar 1991   | London           | Vereinigtes Konigreich     | Royal Albert Hall                          |        |
| 23. Februar 1991   | London           | Vereinigtes Konigreich     | Royal Albert Hall                          |        |
| 24. Februar 1991   | London           | Vereinigtes Konigreich     | Royal Albert Hall                          |        |
| 25. Februar 1991   | London           | Vereinigtes Konigreich     | Royal Albert Hall                          |        |
| 27. Februar 1991   | London           | Vereinigtes Konigreich     | Royal Albert Hall                          |        |
| 28. Februar 1991   | London           | Vereinigtes Konigreich     | Royal Albert Hall                          |        |
| 1. März 1991       | London           | Vereinigtes Konigreich     | Royal Albert Hall                          |        |
| 3. März 1991       | London           | Vereinigtes Konigreich     | Royal Albert Hall                          |        |
| 4. März 1991       | London           | Vereinigtes Konigreich     | Royal Albert Hall                          |        |
| 5. März 1991       | London           | Vereinigtes Konigreich     | Royal Albert Hall                          |        |
| 7. März 1991       | London           | Vereinigtes Konigreich     | Royal Albert Hall                          |        |
| 8. März 1991       | London           | Vereinigtes Konigreich     | Royal Albert Hall                          |        |
| 9. März 1991       | London           | Vereinigtes Konigreich     | Royal Albert Hall                          |        |

## Rezeption
Keith Richards äußerte sich positiv zu Claptons Auftritten als Gastmusiker während der Rolling Stones Tournee und meinte, dass Clapton „rannte und brannte“. Der Kritiker Anthony DeCurtis des Musikmagazins Rolling Stone bezeichnete Claptons Version des Titels Little Red Rooster als „sensationell“ und notierte, dass Claptons Gitarrensolo „unglaublich gut“ gewesen sei. Der Billboard-Kritiker Thom Duffy lobte Claptons Gitarrensolo ebenfalls und bezeichnete den Auftritt des Briten im Shea Stadium, Flushing als Highlight des Konzertes.
Die Soloauftritte der Tournee fanden bei den Zuschauern und Kritikern gleichermaßen positiven Anklang. Die Karten für die weltweit stattfindenden Konzerte verkauften sich laut Clapton „sehr schnell“. Der britische Rockmusiker reflektierte seine Konzerte in den Vereinigten Staaten und berichtete, dass die Zuschauer „positiv verrückt geworden sind“. Ein Zuschauer beschrieb das Konzert in der Market Square Arena, Indianapolis als „grandios“ und lobte die Setlists der Tournee, welche aus neuen Stücken des Journeyman-Albums und Klassikern des Clapton-Katalogs bestand. Da Clapton in den späten 1980er Jahren wieder zu einem Statussymbol wurde, besuchten viele Leute die Konzerte aus soziologischem Grund, anstatt das Konzert zu genießen.
Auch die 42 Auftritte in der Royal Albert Hall fanden positiven Anklang bei den Kritikern der Musikbranche. Hugh Fielder vom Billboard Magazin bezeichnete Claptons Auftritte in London als „großartig“ und lobte den Briten, nicht müde nach all den Konzerten zu wirken. Ebenso gefielen dem Kritiker die Wahl der Gastmusiker und Liedern, die Clapton in London präsentierte. Fielder lobte ebenfalls die Ingenieure der Bühne und Claptons Designer, die ihn „hervorragend“ verkleideten. Als gleichermaßen „beachtlich“ stellte der Kritiker die Leistung der Bandmitglieder heraus. Der US-amerikanische Bluesrockmusiker Joe Bonamassa bezeichnet den Sound „als einen der besten Clapton-Sounds, die es jemals gab“.

## Offizielle Veröffentlichungen
Obwohl 15 Aufnahmen auf dem Live-Album 24 Nights beziehungsweise 13 Videoaufnahmen auf der begleitenden VHS (heute erscheint das Album auf DVD) verkauft wurde, stimmte Clapton zu einige regionale Konzerte im Fernsehen ausstrahlen zu lassen.
| Jahr | Region             | Titel                             | Sender      |
| ---- | ------------------ | --------------------------------- | ----------- |
| 1989 | Vereinigte Staaten | Eric Clapton & the Rolling Stones | Powercut    |
| 1989 | Vereinigte Staaten | Live at Shea Stadium              | Powercut    |
| 1990 | Europaische Union  | Live at the Royal Albert Hall     | WW1, BBC    |
| 1990 | Vereinigte Staaten | Live at the Royal Albert Hall     | WW1 America |
| 1990 | Chile              | Eric Clapton en Chile             | Megavisión  |
| 1990 | Uruguay            | Eric Clapton en Montevideo        | Canal 12    |
| 1990 | Argentinien        | Eric Clapton en Argentina         | TV Pública  |
| 1990 | Brasilien          | Eric Clapton na Apoteose          | N.N.        |

## Bootlegaufnahmen
Die Journeyman World Tour zählt zu Claptons bestdokumentierten Welttourneen. Mehr als 100 Bootlegaufnahmen wurden im Verlauf der Reisen mitgeschnitten und veröffentlicht. Schätzungen zufolge wurden von den 175 Konzerten rund 140 Veranstaltungen von Konzertbesuchern dokumentiert.